# ثيمين أرينسمان
ثيمين أرينسمان (مواليد 4 ديسمبر 1999) هو دراج هولندي عضو في فريق سنويب.

## وصلات خارجية
- ثيمين أرينسمان على موقع الاتحاد الدولي للدراجات (الإنجليزية)
- ثيمين أرينسمان على موقع أرشيف الدراجات (الإنجليزية)
- ثيمين أرينسمان على موقع إحصائيات الدراجات الإحترافية (الإنجليزية)
- ثيمين أرينسمان على موقع نسبة الدراجات (الإنجليزية)